# Ойзис
Ойзис (др.-греч. Ὀϊζύς) — в древнегреческой мифологии первостепенная богиня или демон страдания, беспокойства, горя и депрессии. Древнегреческий поэт Гесиод считал, что её мать богиня ночи Нюкта, которая родила Ойзис без отца, а древнеримский писатель Гай Юлий Гигин и философ Цицерон считали, что её отец бог мрака Эреб. Её латинское имя — Мизерия (Miseria), от которого произошло английское слово misery «страдание».